# St. Maria Magdalena (Münnerstadt)

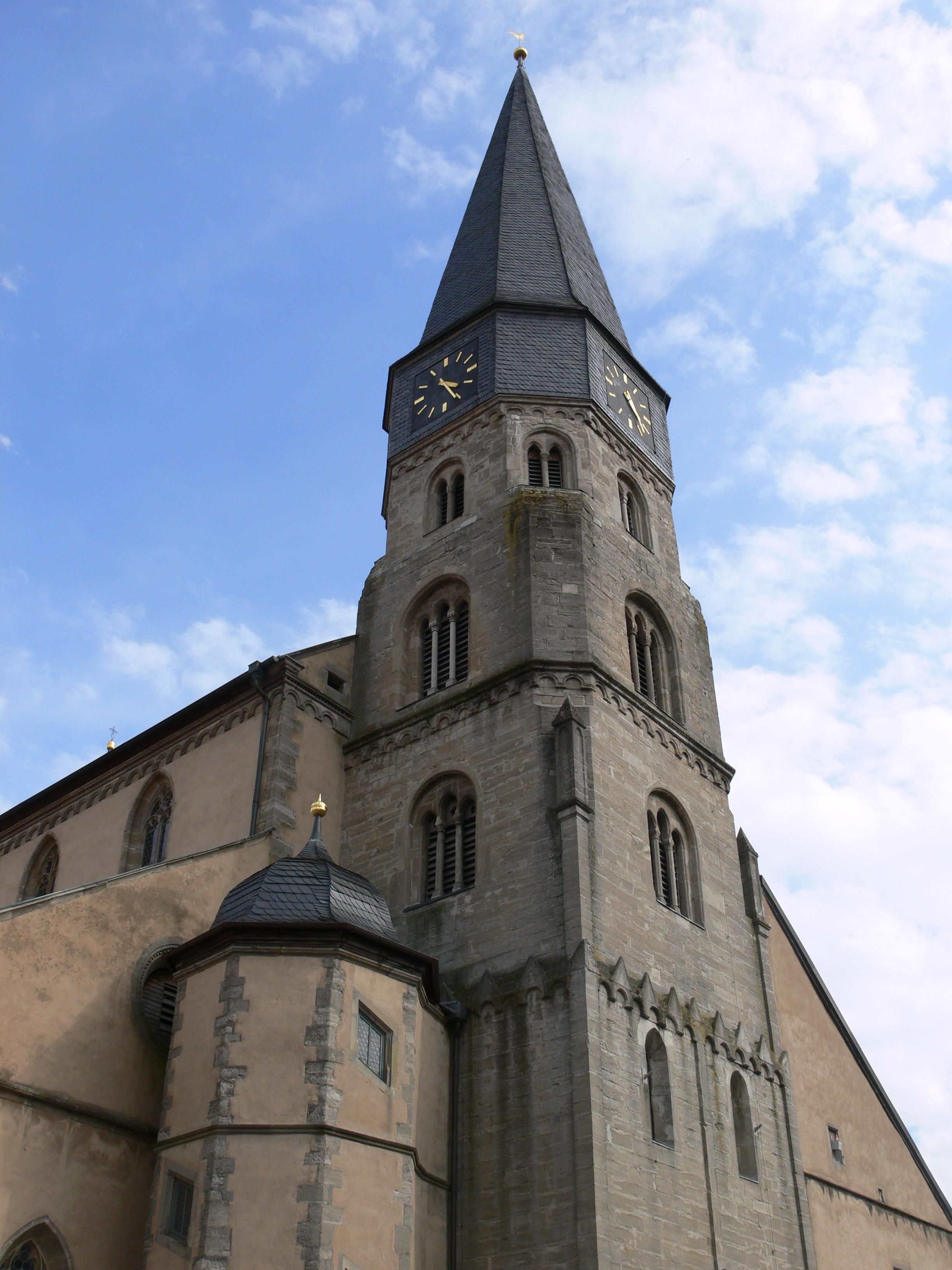
Westturm, Mitte 13. Jh.

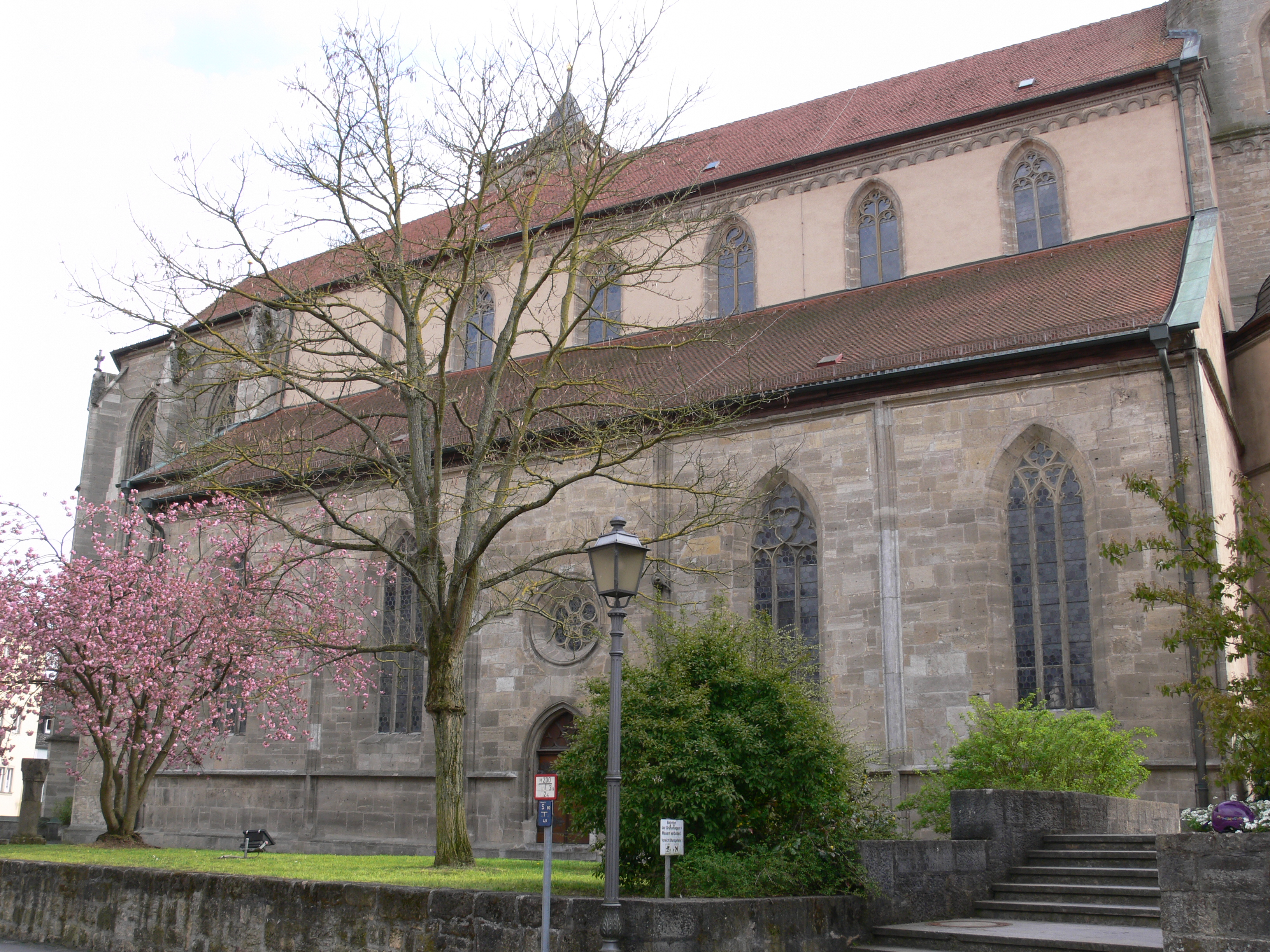
Langhaus von Norden: alle Fenster mit spätgotischem Flamboyantmaßwerk

Die römisch-katholische Kirche St. Maria Magdalena befindet sich in Münnerstadt, einer Stadt im unterfränkischen Landkreis Bad Kissingen. Sie ist der heiligen Maria Magdalena geweiht.
Die Kirche gehört zu den Münnerstädter Baudenkmälern und ist unter der Nummer D-6-72-135-41 in der Bayerischen Denkmalliste registriert.

## Geschichte

### Anfänge
Der Bau der St.-Maria-Magdalena-Kirche durch die Ritter des Deutschen Ordens begann um 1230 unter dem Henneberger Grafen Poppo († 1245). Von dem spätromanischen Kirchenbau der Anfangsphase existiert der Westturm in seiner Mischung romanischer und frühgotischer Formen. Bezeichnend sind die Koppelfenster mit runden Überfangbögen aber spitzbogigen Einzelöffnungen.

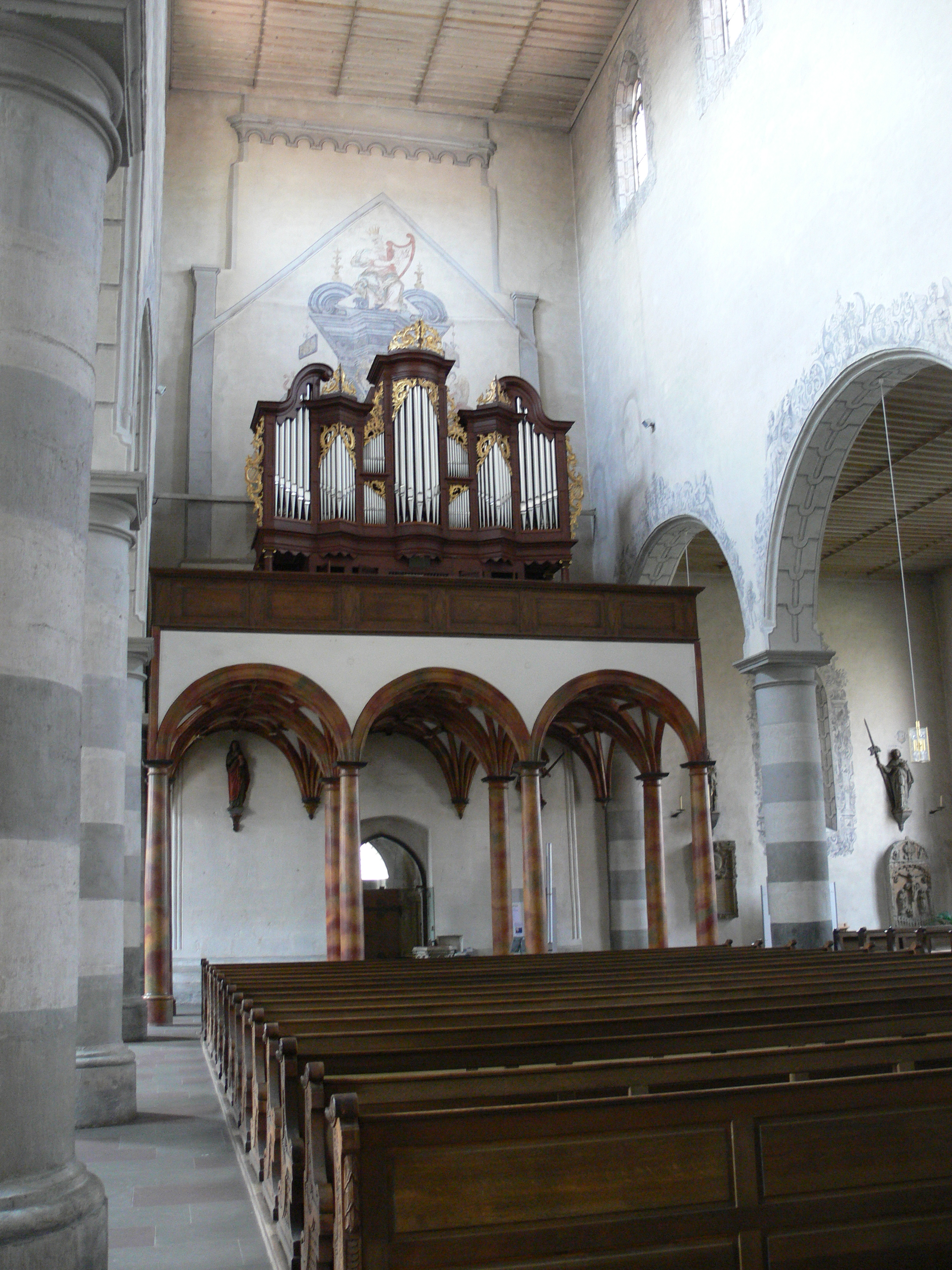
Flachgedeckte Säulenbasilika, Rundbögen, ungegliederte Hochschiffswände – Formen der Frühromanik, aber aus dem frühen 17. Jahrhundert

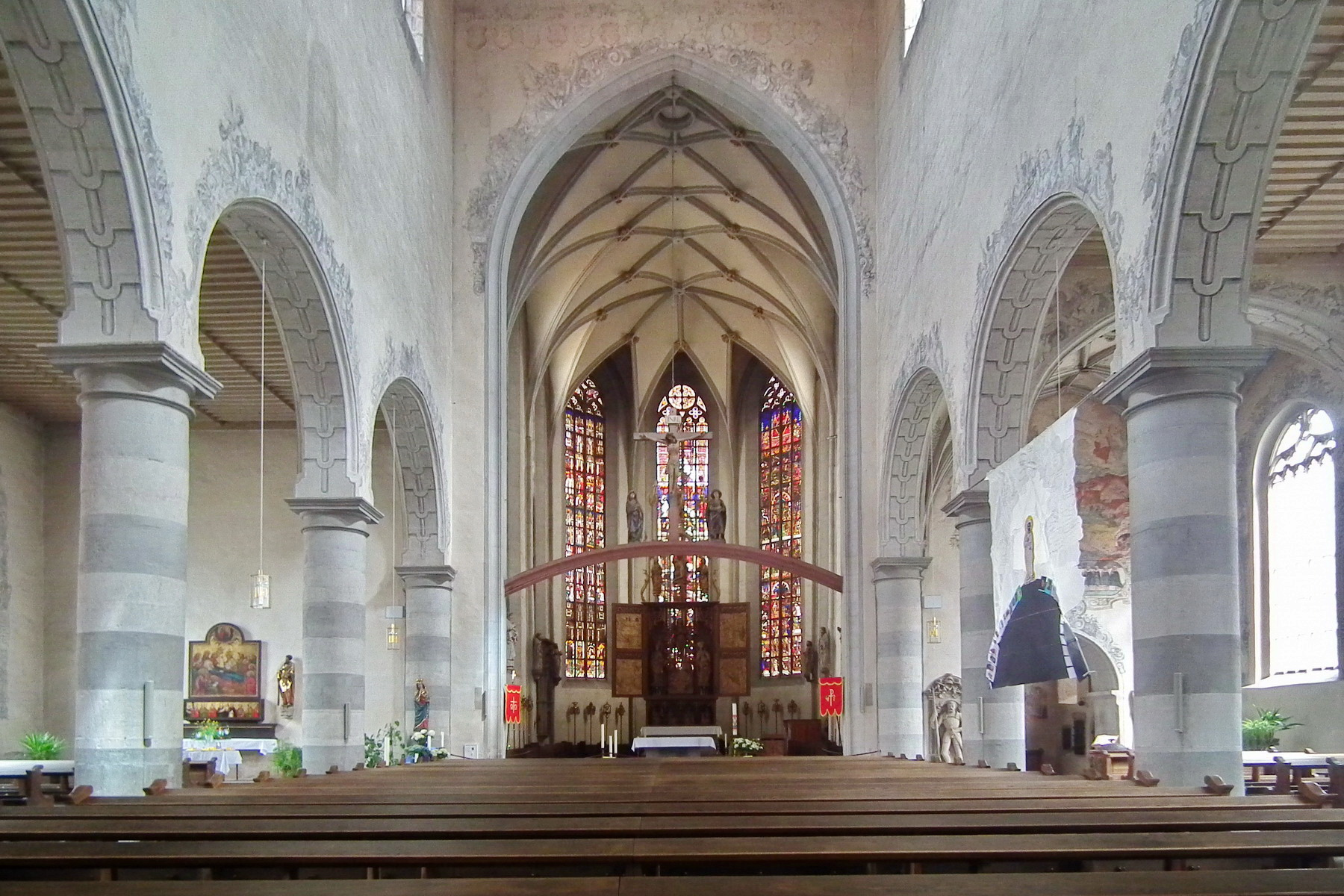
Chor mit spätgotischem Netzgewölbe, südöstliches Seitenschiffsjoch Übergang Gotik/Renaissance

Bis zum Ende des 14. Jahrhunderts schwand die Macht des Deutschen Ordens, der nun lediglich für die Pfarrrechte und die Pfarrkirche zuständig war. Im Gegenzug wuchs die Machtstellung der Bürgerschaft, die in der ersten Hälfte des 15. Jahrhunderts einen spätgotischen Neubau initiierte, von dem Chorgewölbe, Portale und viele Fenster erhalten sind. Das Flamboyantmaßwerk stammt teilweise aus dieser Zeit, ist in den Obergaden aber wohl jünger. Als Entstehungszeit für den Chor wird unter anderem der Zeitraum von 1428 bis 1446 genannt, womit der Chor allerdings erst nach Entstehung der Fenster gebaut worden wäre. Julia und Christian Hecht datieren den Chorbau auf die Zeit zwischen 1400 und 1420. Demzufolge bezieht sich die am Südturm angebrachte Jahreszahl 1446 auf einen Zeitpunkt, an dem der Turm lange Zeit nach dem Chorbau seine heutige Höhe erreichte.
Aus der gleichen Zeit stammen die Sakramentsnische an der Nordseite des Chorhauptes sowie – im Chor – die Figuren der Apostel Johannes und Paulus, eine Darstellung eines Heiligen (mit der Darstellung zweier sich anknurrender Drachen im Sockel) sowie – im südlichen Seitenschiff – Jakobus der Ältere, Philippus und Simon. Im Jahr 1612 wurden die Figuren der noch fehlenden Apostel ergänzt.

### Mittelalter
Im Zeitraum zwischen 1415 und 1440 initiierte die Münnerstädter Bürgerschaft als Zeichen des wachsenden Wohlstandes der Stadt die Herstellung von sieben aufwändigen Fenstern für den Chorbau. Nach der Reformation waren die Fenster dem Verfall ausgesetzt; zusätzliche Eingriffe erfolgten von 1605 bis 1612 bei einem vom Würzburger Fürstbischof Julius Echter von Mespelbrunn initiierten Umbau der Kirche. Erste Restaurierungen erfolgten erst im 19. Jahrhundert, als eine Rückbesinnung auf die Kunst des Mittelalters stattfand.
Aus dem Jahr 1428 stammt die rechts neben der Vorhalle der Kirche – in der, wie die dort befindlichen Sitzbänke wie auch schriftliche Dokumente belegen, einst Gericht abgehalten wurde –  befindliche Schunterkapelle. Die Inschrift auf der Innenseite des Portals lautet „M.CCCC.XX.V.II. iar. zu. sant. michels. tag. hub. richart. von schunter. disen. bau. und. figur.an“. Das Portal und die Fenster sind spätgotisch und entstanden bei einer Restaurierung im Jahr 1501. Die ursprünglich gewölbte Decke des rechteckigen Raumes wurde im Jahr 1610 durch eine stuckgerahmte Flachdecke ersetzt.
Am 26. Juni 1490 erhielt der Würzburger Bildhauer Tilman Riemenschneider vom Münnerstädter Rat den Auftrag, ein Retabel für den Altar der St.-Maria-Magdalena-Kirche anzufertigen. Der Altar sollte an Ostern 1492 aufgestellt werden. Das Magdalenenretabel wurde mit Verspätung im Herbst 1492 und mit geringfügigen Abweichungen von den Entwürfen aufgestellt. Im Jahr 1504 ersetzte der in Nürnberg ansässige Künstler Veit Stoß den Leimüberzug des Altars durch eine konventionelle Farbfassung und ergänzte den Altar mit Bildern mit einer Darstellung des Märtyrertodes des hl. Kilian.
Aus der Zeit um 1500 stammt die zwischen Chor und südlichem Seitenschiff befindliche, der heiligen Elisabeth von Thüringen (Mitpatronin des Deutschen Ordens) geweihte Ritterkapelle.
Ebenfalls um 1500 entstand die Kreuzigungsgruppe auf dem Triumphbogen über dem Zelebrationsaltar. Sie entstand im Umkreis Tilman Riemenschneiders mit einem spätgotischen Jesuskopf und einem Korpus aus dem 19. Jahrhundert. Ebenfalls nach 1500 entstand die in der südlichen Chorschräge befindliche Anna-selbdritt-Darstellung aus dem Spätstil Riemenschneiders. Die Pietà neben der Anna-selbdritt-Darstellung stammt aus der zweiten Hälfte des 16. Jahrhunderts.

### Neuzeit
Das südliche Seitenschiff entstand um das Jahr 1503. Bei einer Renovierung in den Jahren 1605–1612 unter dem Würzburger Fürstbischof Julius Echter von Mespelbrunn wurde das nördliche Seitenschiff wegen Einsturzgefahr neu erbaut. Nachdem im Zuge der Reformation das evangelische Bekenntnis eingeführt worden war, ließ der Fürstbischof im Zuge der Gegenreformation als Zeichen des Katholizismus das Langhaus komplett umgestalten: Arkaden und Wände des Mittelschiffes wurden nach Tieferlegung des Fußbodens neu errichtet und bemalte Flachdecken eingezogen. Diese Gestaltung aus der Renaissancezeit ist mit ihren ungegliederten Hochschiffswänden von der Frühromanik inspiriert. An zahlreichen Stellen des Langhauses wurden Grisaille-Malereien angebracht.
Der Taufstein vor der Ritterkapelle stammt aus dem Jahr 1613 und wurde von Georg Prünn angefertigt. Auf dem Taufstein befinden sich Darstellungen von der Verkündigung, Geburt, Beschneidung und Taufe sowie Maria, Schmerzensmann und Johannes dem Täufer.
Im Jahr 1649/53 wurde der Riemenschneider-Altar abgerissen; einzelne Teile des Altars wurden veräußert. Der neue Barockaltar umfasste als Mittelteil ein vom Neustädter Maler Hans Caspar Haas um 1650 geschaffenes Noli-me-tangere-Bildnis. Es stellt – inspiriert von einem Stich von Federico Barocci – die Begegnung von Maria Magdalena mit dem wiederauferstandenen Jesus Christus dar. Heute befindet sich das Bild an der Südwand des Chores beim Zelebrationsaltar.
In den Jahren 1818/20 sowie 1833 wurde die bis dahin barocke Kirche im gotischen Stil umgestaltet. Der Fußboden wurde erhöht, wobei zahlreiche alte Grabdenkmäler zerstört wurden; an die Stelle  des barocken Hochaltars trat ein neugotischer Hochaltar.
Im Jahr 1832 wurde im Nürnberger Kunsthandel das Tafelgemälde Tod Mariens für die Kirche erworben. Das Gemälde wurde um 1420 vermutlich – wie Zeichnung, Malweise sowie die starke Weißhöhung vermuten lassen – vom Nürnberger Meister des Deichsler-Altars geschaffen und befindet sich an der Stirnwand des nördlichen Seitenschiffes.
Rechts davon hängt eine ebenfalls 1832 erworbene Predella, mit einem Gemälde, das wahrscheinlich vom gleichen Meister stammt und Maria mit acht Heiligen zeigt.

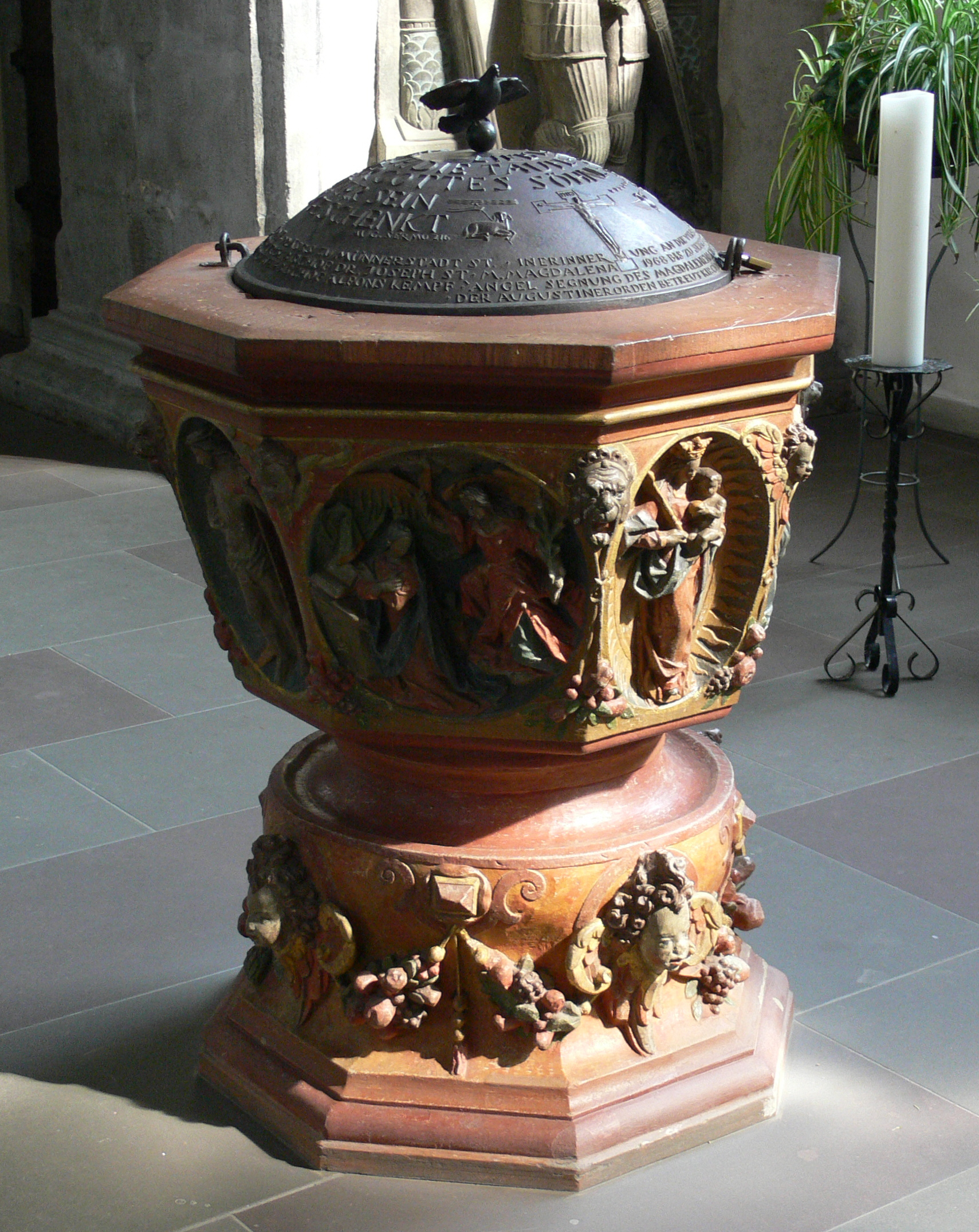
Taufstein (Georg Prünn, 1613).
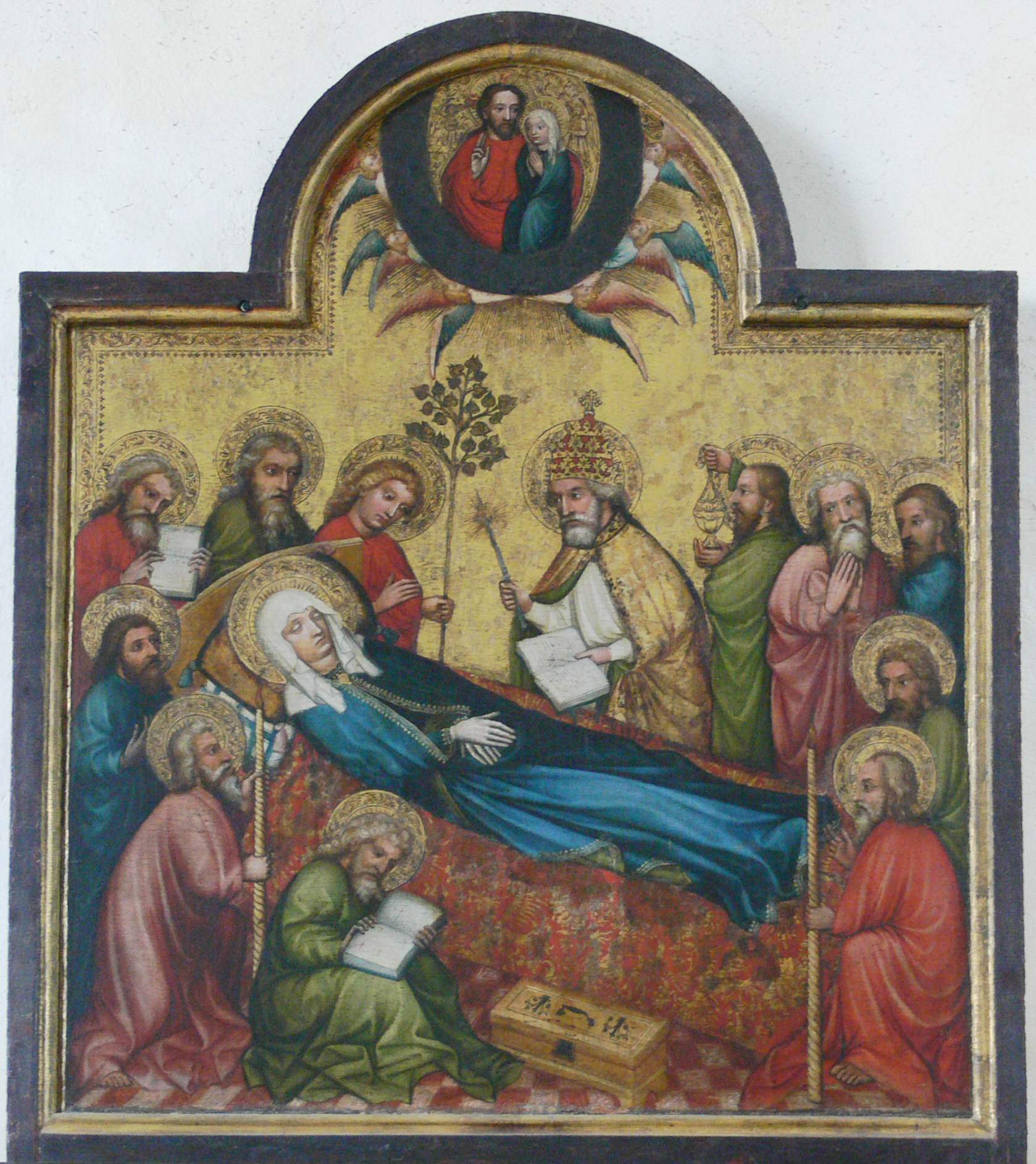
Tod Mariens (vermutlich vom Meister des Deichsler-Altars geschaffen).

### Zwanzigstes Jahrhundert und Gegenwart
Ein Minenblindgänger führte kurz vor Ende des Zweiten Weltkrieges an Chor, Schiff und Hochaltar zu Beschädigungen, die 1950/52 vorläufig repariert wurden. Die Glasmalereien und Riemenschneiders Altar waren zur Zeit des Krieges ausgelagert.
Unter Zusammenarbeit mit dem Bayerischen Landesamt für Denkmalpflege und dem Bischöflichen Bauamt Würzburg fand von 1970 bis 1979 eine grundlegende Gesamtrestaurierung der Kirche statt. In diesem Zusammenhang wurden die Glasgemälde restauriert, die unter Fürstbischof von Mespelbrunn im Langhaus übermalten Malereien freigelegt sowie die ursprüngliche Höhe des Fußbodens wiederhergestellt. Ferner wurde unter dem Triumphbogen der Zelebrationsaltar mit Blickrichtung des Pfarrers zur Gemeinde aufgestellt. Bildhauer Lothar Bühner ersetzte die verloren gegangenen Skulpturen der Apostel Andreas, Matthäus und Thomas durch neue Plastiken und schuf zusätzlich eine Figur der Maria Magdalena.
Heutzutage findet alljährlich Ende April die Markusprozession statt. Sie beginnt an der St.-Maria-Magdalena-Kirche und führt zur Talkirche. Auf halbem Wege macht sie am Hohen Kreuz sowie am nahe gelegenen Kreuzschlepper Halt.
Im Rahmen der Renovierung wurde der Riemenschneider-Altar rekonstruiert, wobei die noch erhaltenen Bestandteile des Altars restauriert wurden und Bildhauer Lothar Bühner Kopien der einst verkauften Bestandteile der Mittelgruppe anfertigte. Der restaurierte Hochaltar wurde im Jahr 1981 geweiht.

## Ausstattung

### Glasfenster

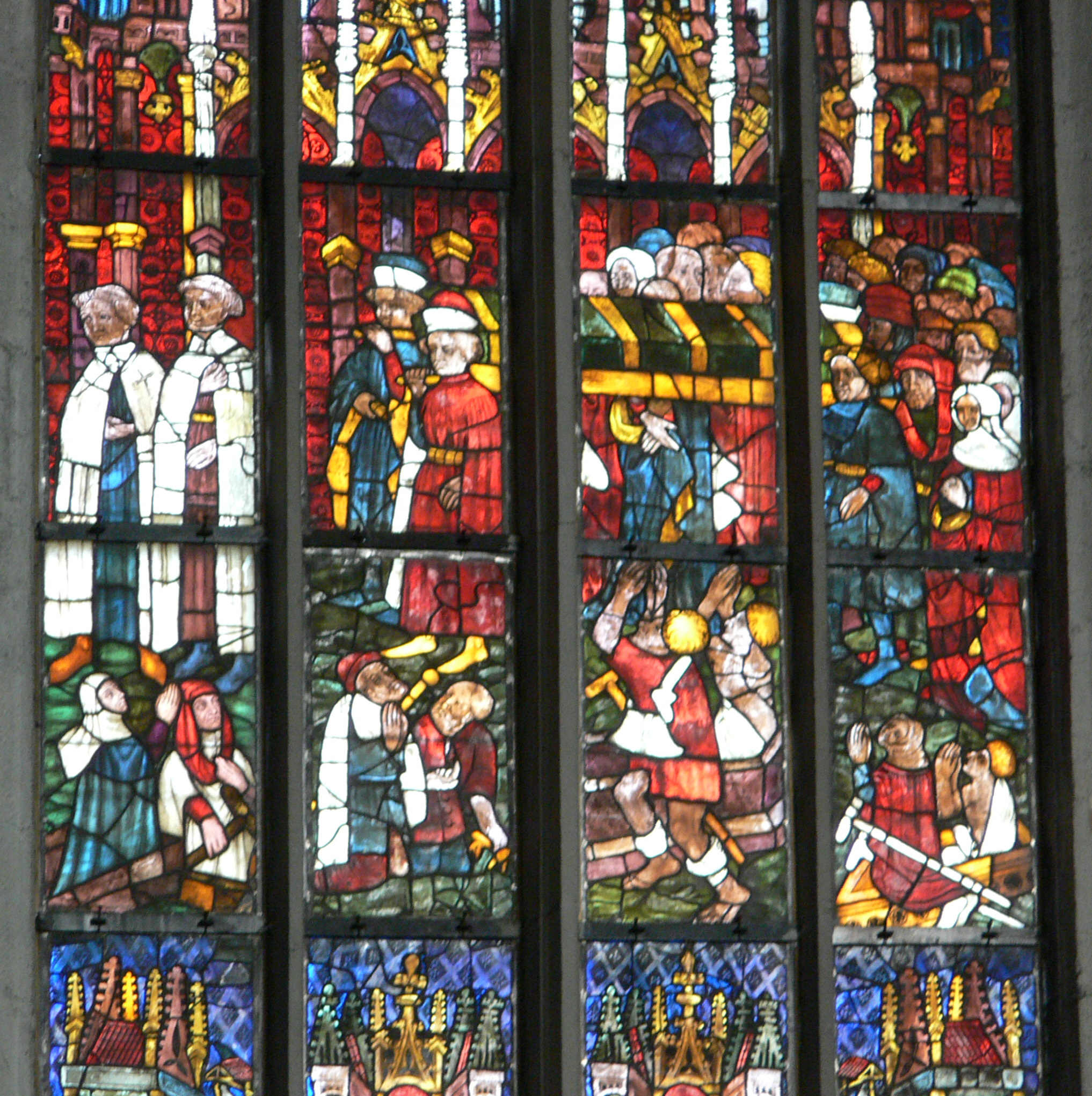
Elisabethfenster, Leichenzug (Detailaufnahme).

Die heutige Anordnung der Fenster basiert auf einer in den 1970er Jahren durchgeführten Restaurierung, bei der die bestmögliche Rekonstruktion des originalen Zustandes der Fenster angestrebt wurde. Mit Blick vom Kirchenschiff aus sind die Fenster von links nach rechts wie folgt angeordnet:
1. Depotfenster (während der Restaurierungsarbeiten in den 1970er Jahren aus Fragmenten zusammengestellt, deren Zuordnung zu einem der anderen Fenster unmöglich war)
2. Pfingstfenster (um 1425/30 entstanden)
3. Elisabethfenster (um 1415/20 entstanden)
4. Passions- bzw. Christusfenster (um 1420 entstanden)
5. Kilians- und Katharinenfenster (um 1430 entstanden)
6. Maria-Magdalenen-Fenster (um 1440 entstanden)
7. Apostelfenster (um 1425 entstanden)

### Schunterkapelle (1428)

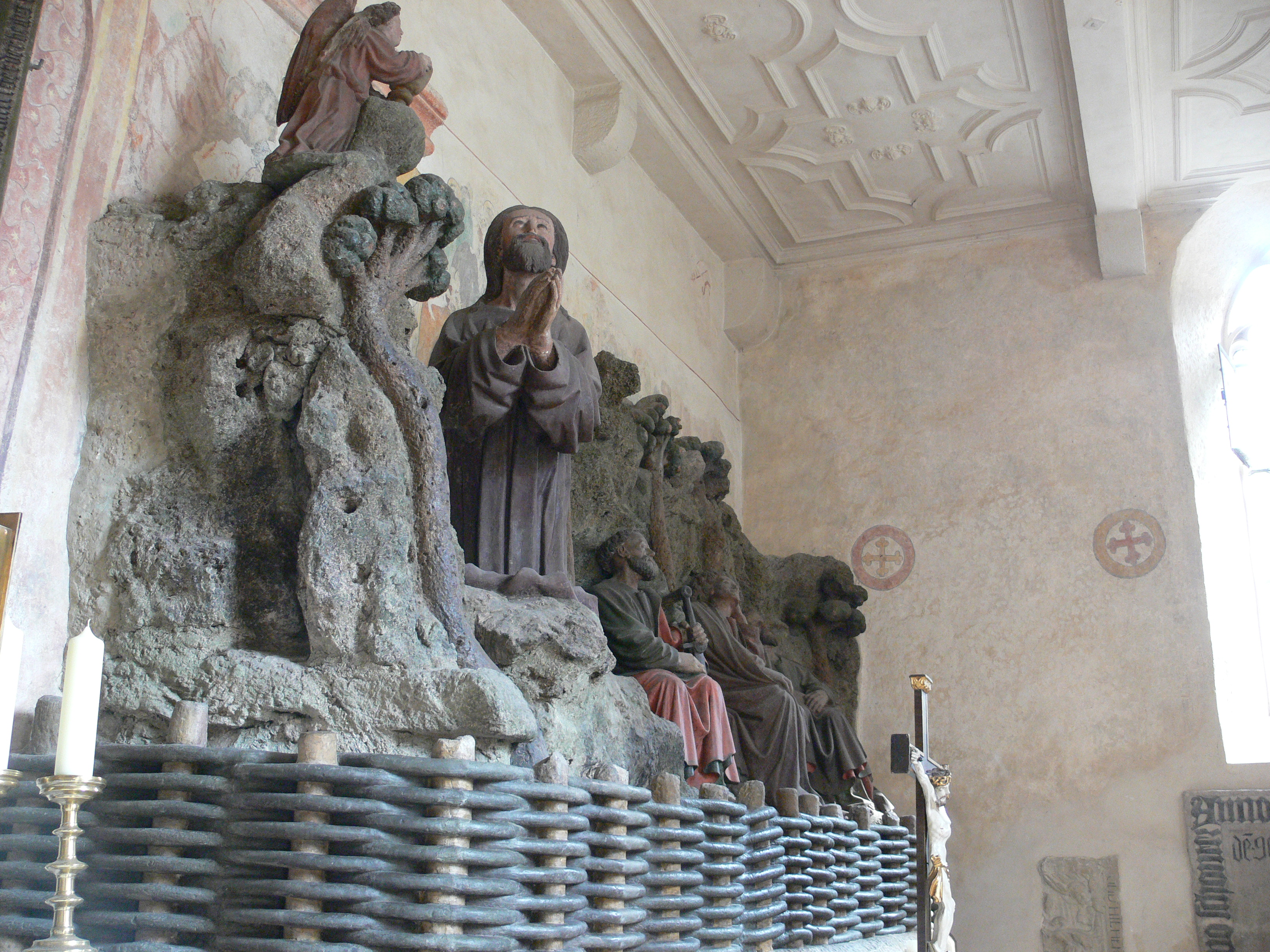
Ölberggruppe in der Schunterkapelle.

Aus den Jahren 1428/30 stammt das an der Ostwand der Kapelle befindliche Relief mit der Darstellung der Messe des heiligen Gregor, vor dem ehemals ein Altar stand. Das Relief wird von den knienden Figuren der Stifter – was auf den Charakter des Reliefs als Familienepitaph hinweist – sowie von den trauernden Figuren von Maria und Johannes flankiert.
Rechts neben dem Relief befindet sich die Ölberggruppe, die aus einem Fresko und überlebensgroßen, farbig gefassten Figuren aus Stein besteht. Das Fresko zeigt Judas Iskariot, der sich gerade mit den Häschern nähert. Die Figuren stellen den betenden Jesus, der auf den Engel mit dem Kelch blickt, sowie die schlafenden Jünger dar. Die Ölberggruppe gehört unter anderem in ihrer lyrischen Stimmung dem Weichen Stil an, während sich in der realistischen Darstellung bereits der spätgotische Stil andeutet.

### Riemenschneider-Altar (1492)

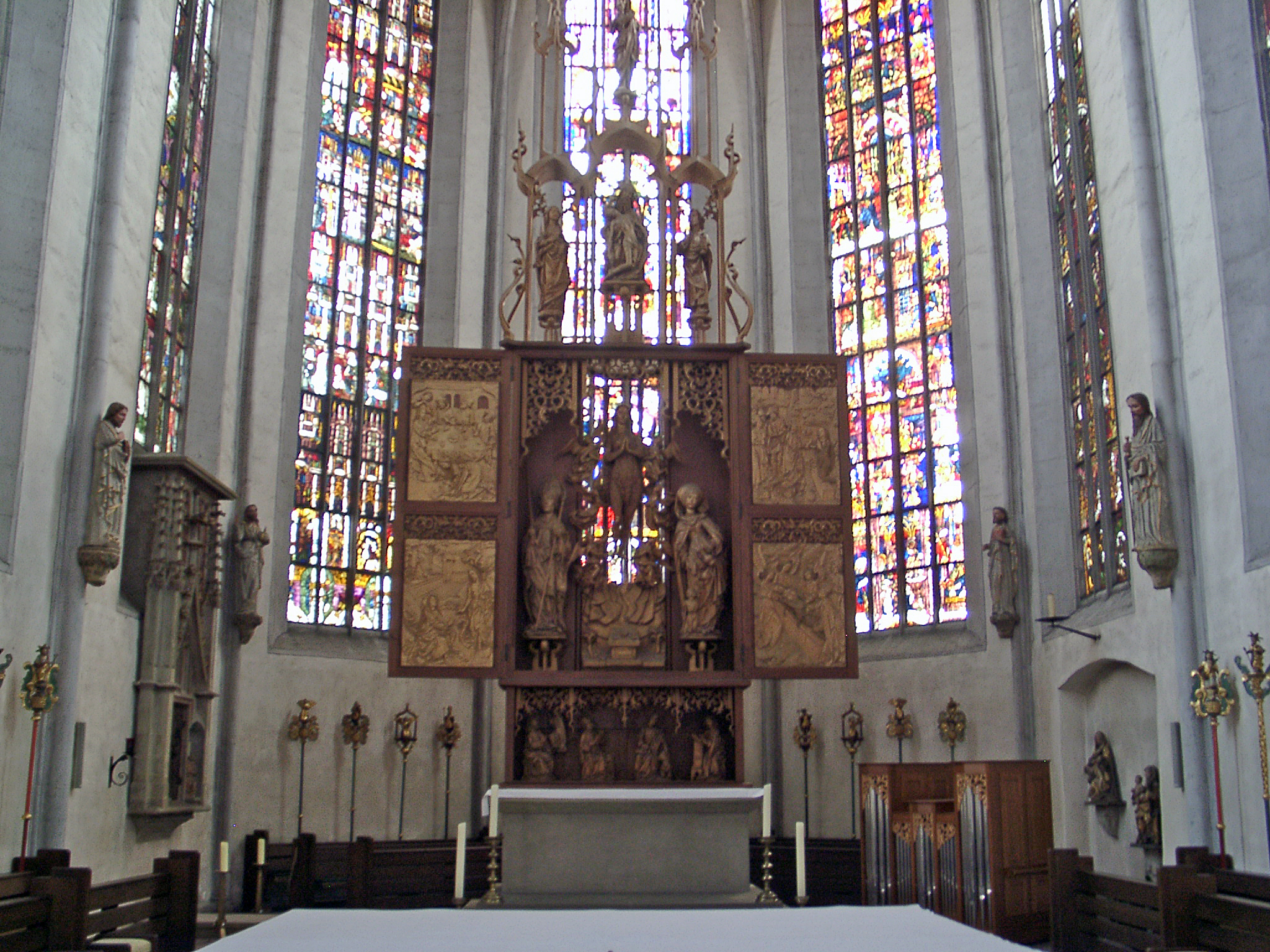
Der Altar der Kirche (Tilman Riemenschneider, 1490–92).

Riemenschneiders Konstruktionszeichnung ist zwar verloren gegangen, doch lässt sich das geplante Aussehen des Retabels durch die erhalten gebliebenen Ausführungsbestimmungen nachvollziehen. Riemenschneider fertigte für das Retabel Figuren der Kirchenpatronin Maria Magdalena, des Frankenapostels Kilian und der heiligen Elisabeth von Thüringen sowie weiteren Darstellungen wie dem Gastmahl im Haus des Simon an. Das Magdalenenretabel ist der erste Altaraufsatz, dessen Figuren keine konventionelle Farbfassung, sondern einen mit Farbpigmenten versehenen Leimüberzug bekamen.
Im Jahr 1504 bekam der Nürnberger Künstler Veit Stoß, der kurz zuvor wegen eines drohenden Prozesses zu seinem Schwiegersohn Jörg Trümmer nach Münnerstadt geflohen war, den Auftrag, den Leimüberzug durch eine konventionelle Farbfassung zu ersetzen. Zusätzlich schuf Veit Stoß vier Tafelbilder mit einer Darstellung der Verschwörung von Gailana, die zum Märtyrertod des heiligen Kilian führte. Es handelt sich bei den Bildern um die einzigen erhaltenen Gemälde von Veit Stoß.
Im Jahr 1649/53 wurde der Altar abgerissen; einzelne Teile des Altars wurden 1831 veräußert. Im Rahmen der Renovierung der Kirche Ende der 1970er Jahre wurde der Altar von 1979 bis 1981 rekonstruiert. Bildhauer Lothar Bühner fertigte hierfür Kopien der einst verkauften Altarteile an. Der restaurierte Hochaltar wurde im Jahr 1981 geweiht.

### Ritterkapelle (1500)

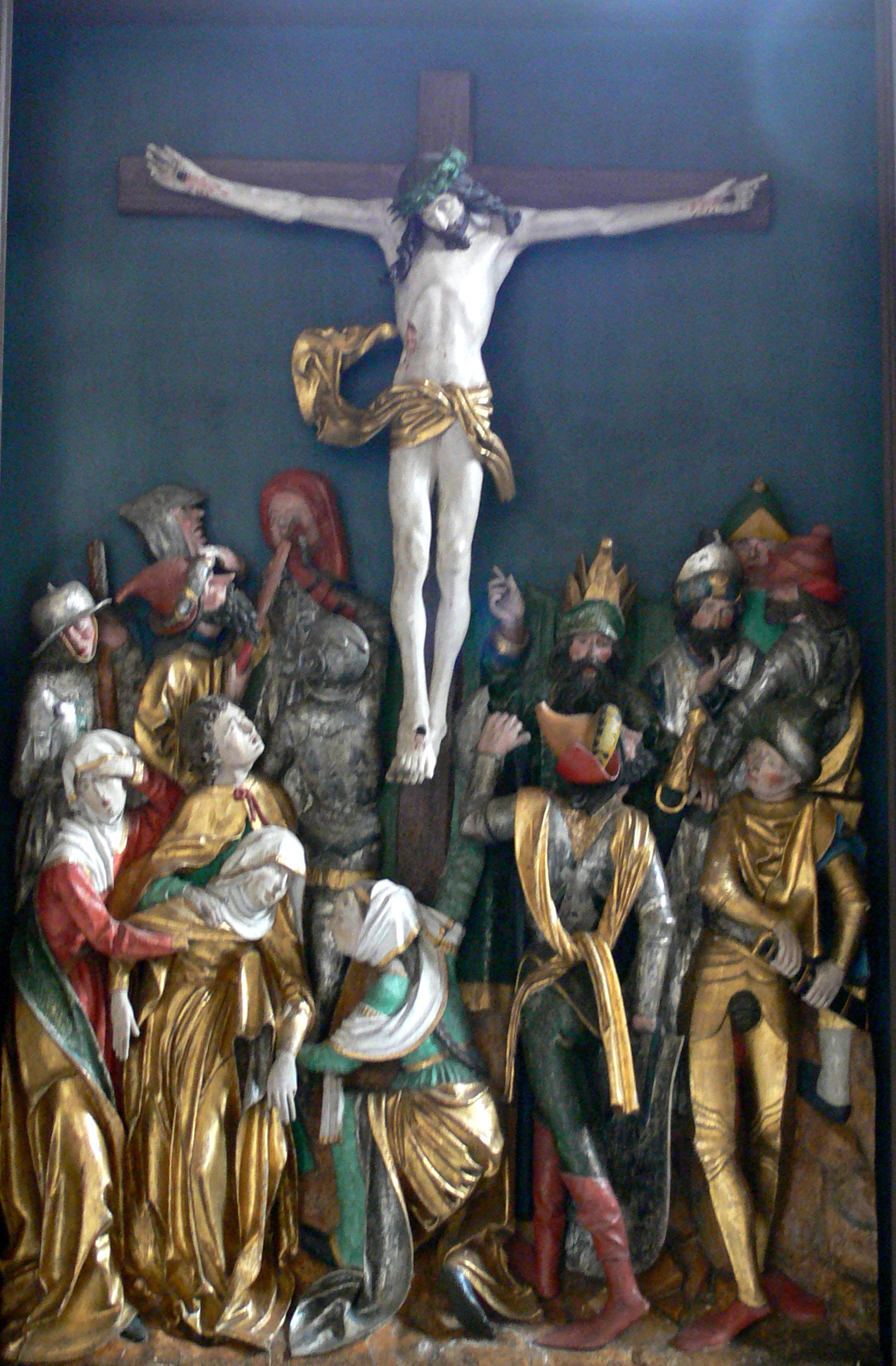
Kalvarienberg in der Ritterkapelle.

Bei der Ritterkapelle handelt es sich um einen Schnitzaltar, von dem nur noch die Mittelgruppe mit dem Kalvarienberg vorhanden ist. Schrein, Gesprenge, Predella sowie die Seitenflügel mit den Reliefs des heiligen Stephanus und des heiligen Laurentius sind nicht mehr erhalten.
Der Schnitzaltar zeigt Jesus am Kreuz sowie vor dem Kreuz Maria und Johannes in Trauer sowie den Hauptmann von Kaparnaum und die Soldaten Longinus mit dem Speer und Stephaton mit dem Schwamm. Der Stil der schon im Tode erstarrten Christusgestalt des Kalvarienbergs sowie der trauernden Gruppe vor dem Kreuz lassen den Einfluss von Veit Stoß erkennen.
Der Name der Ritterkapelle geht auf die zahlreichen Grabdenkmäler zurück, die sich um den Schnitzaltar herum befanden. Bei den zwei erhaltenen Grabdenkmälern vor der Ritterkapelle handelt es sich um von Bernhard Friedrich gestaltete Grabplatten für den Ritter Claus von Heßberg († 1539) links vom Eingang der Kapelle sowie Martin Luthers Freund Silvester von Schaumberg rechts am Eingang zur Kapelle (wahrscheinlich 1534 entstanden). Bernhard Friedrich hatte vorher bereits das in der Westwand des südlichen Seitenschiffes befindliche Flachrelief von Cäcilie von Schaumberg († 1525) im gotischen Stil mit Renaissancemotiven geschaffen.

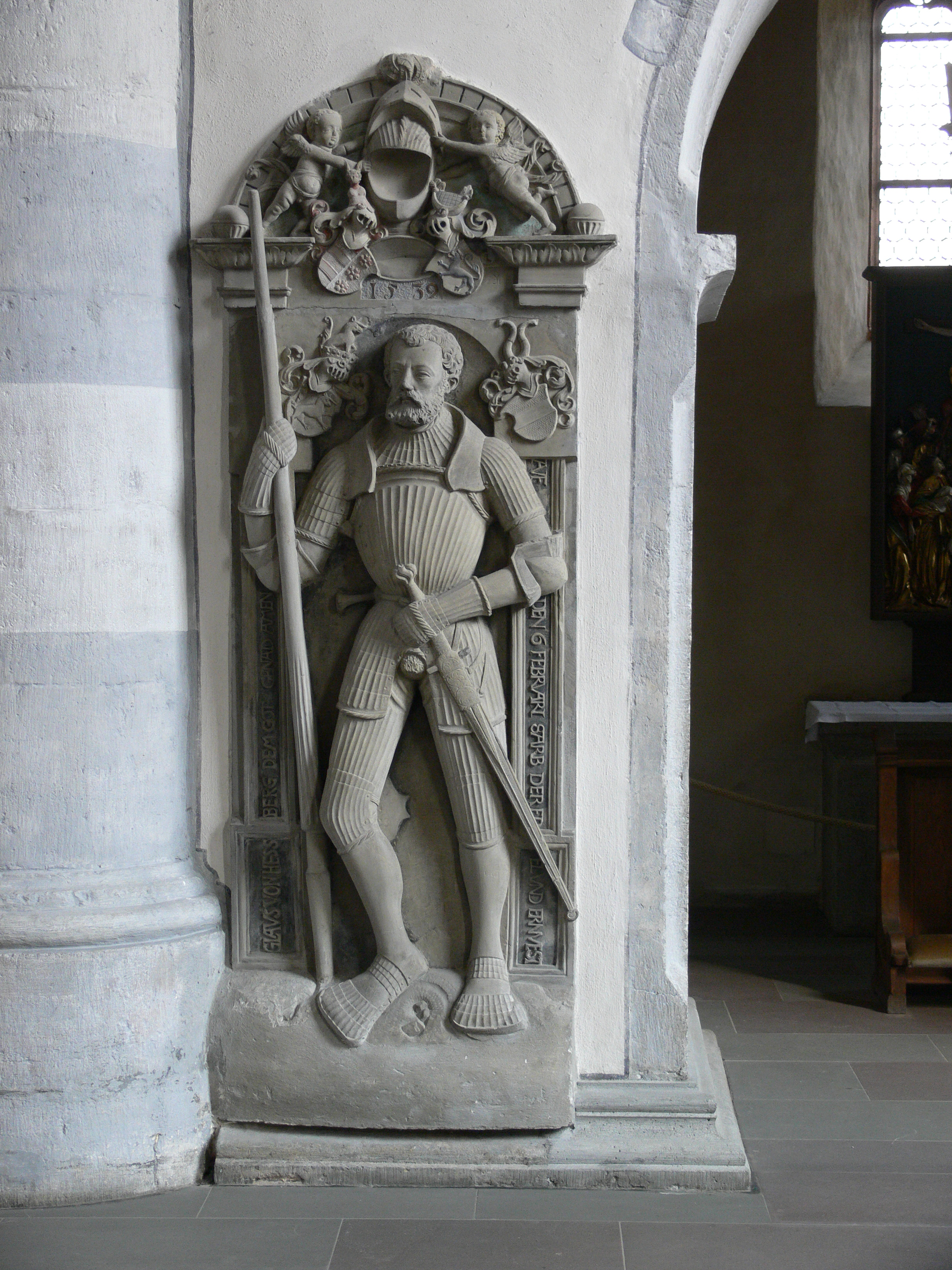
Grabstein Claus von Heßberg.
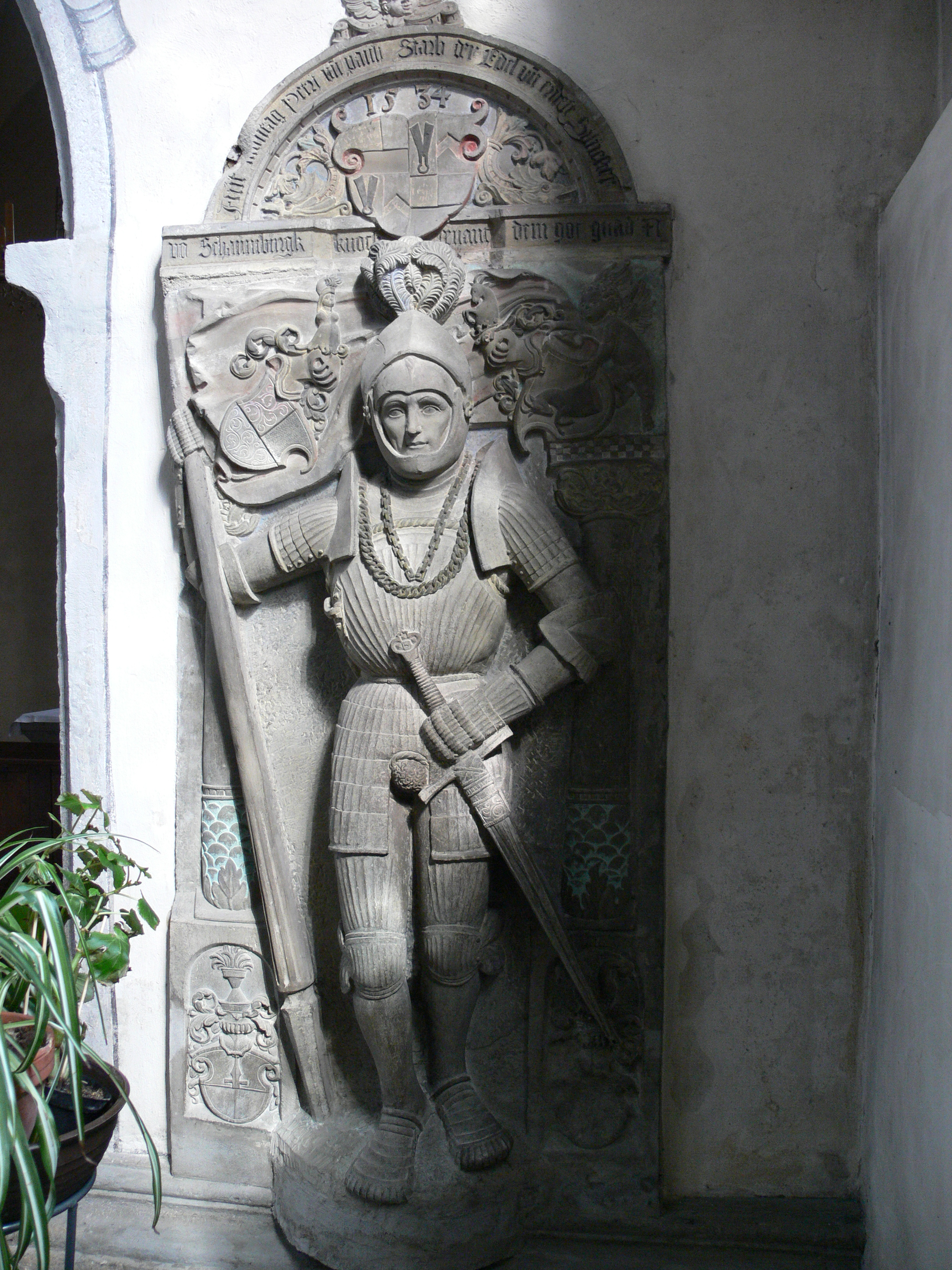
Grabstein Silvester von Schaumberg.
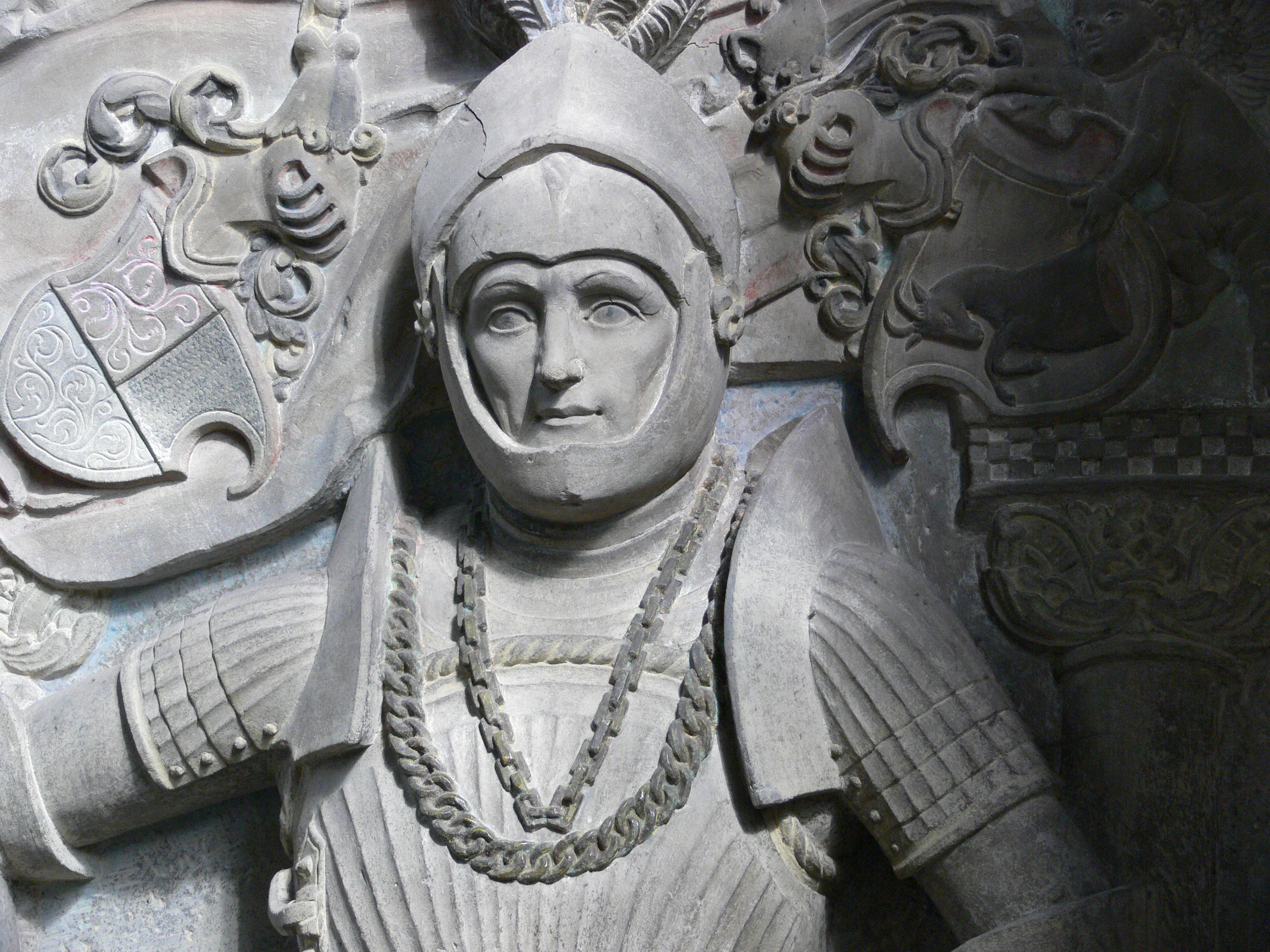
Grabstein Silvester von Schaumberg (Detailaufnahme).

### Orgel

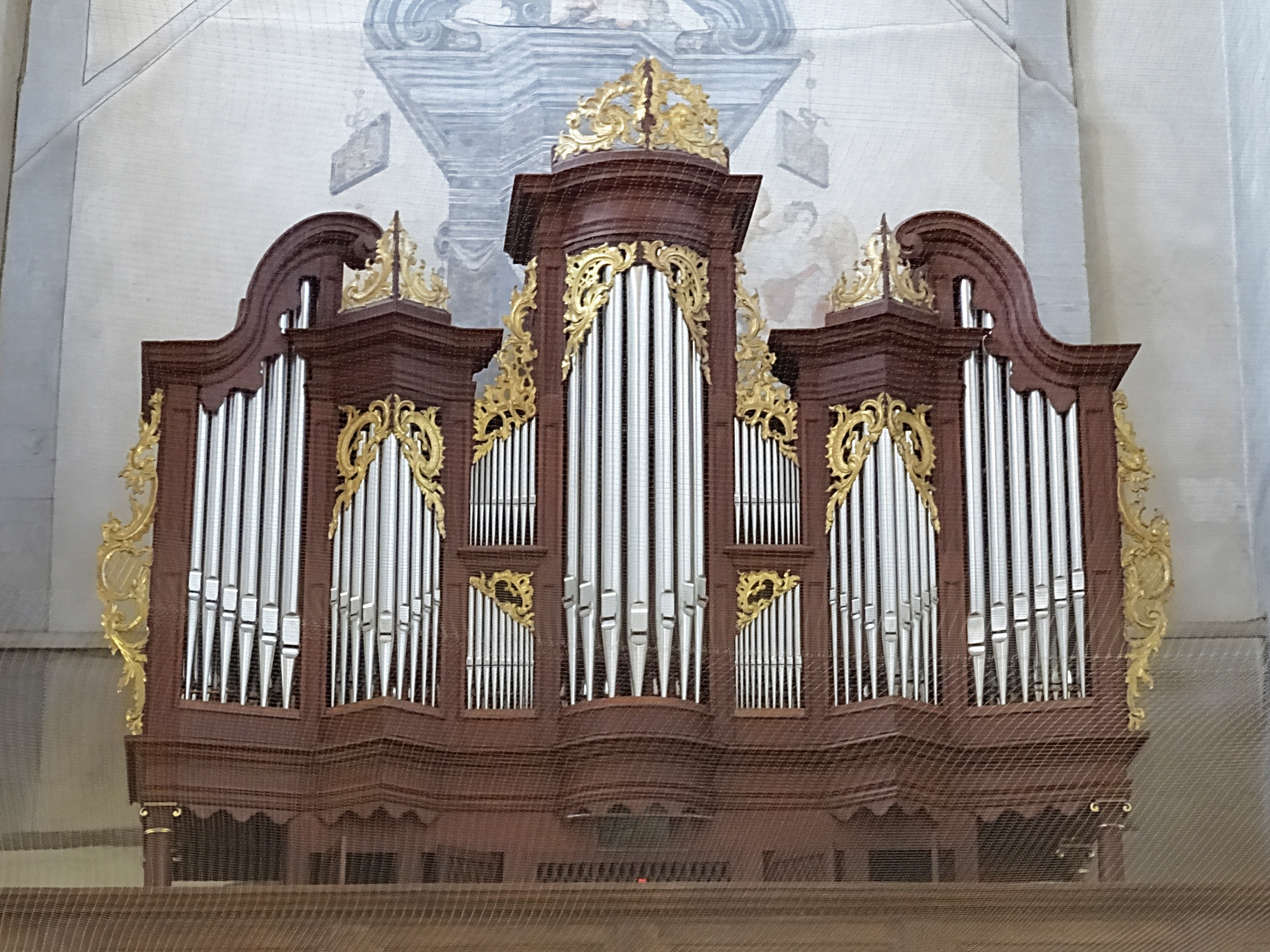
Klais-Orgel im historischen Gehäuse

Die ersten Hinweise auf eine Orgel in St. Maria Magdalena gibt es für das Jahr 1471 (Bewerbungen auf eine Organistenstelle). Mitte des 16. Jahrhunderts ist eine Orgel nachweisbar, und Anfang des 17. Jahrhunderts ein zweimanualiges Instrument des Orgelbauers Enreß Weißen (Ostheim) mit wohl 12 Registern. 1750 erbaute der Hoforgelbauer Johan Philliip Seuffert (Würzburg) ein neues Instrument mit 17 Registern auf einem Manualwerk und Pedal. 1906 wurde diese Orgel dann durch einen Neubau von Franz Hochrein (Münnerstadt) ersetzt.
Die heutige Orgel wurde 1985 von der Orgelbauwerkstatt Klais (Bonn) erbaut, unter Einbezug des historischen Orgelgehäuses der Orgel von Seuffert. Das Instrument hat 39 Register auf drei Manualwerken und Pedal.
| I Positiv C–g3 (schwellbar) |             |       |
| 1.                          | Bourdon     | 8'    |
| 2.                          | Prinzipal   | 4'    |
| 3.                          | Rohrflöte   | 4'    |
| 4.                          | Prinzipal   | 2'    |
| 5.                          | Echocornett | 2 ⁄3' |
| 6.                          | Larigot     | 1 ⁄3' |
| 7.                          | Scharff IV  | 1 ⁄3' |
| 8.                          | Cromorne    | 8'    |
| 9.                          | Vox humana  | 8'    |
|                             | Tremulant   |       |

| II Hauptwerk C–g3 |              |         |
| 10.               | Pommer       | 16'     |
| 11.               | Prinzipal    | 08'     |
| 12.               | Salicional   | 08'     |
| 13.               | Doppelflöte  | 08'     |
| 14.               | Octave       | 04'     |
| 15.               | Traversflöte | 04'     |
| 16.               | Quinte       | 02 ⁄3'  |
| 17.               | Octave       | 02'     |
| 18.               | Terz         | 01 3⁄5' |
| 19.               | Mixtur IV    | 01 ⁄3'  |
| 20.               | Trompete     | 08'     |
|                   | Tremulant    |         |

| III Schwellwerk C–g3 |                     |        |
| 21.                  | Hornprinzipal       | 08'    |
| 22.                  | Gamba               | 08'    |
| 23.                  | Rohrflöte           | 08'    |
| 24.                  | Vox coelestis       | 08'    |
| 25.                  | Fugara              | 04'    |
| 26.                  | Flageolett          | 02'    |
| 27.                  | Mixtur IV-V         | 02 ⁄3' |
| 28.                  | Horn                | 16'    |
| 29.                  | Trompète harmonique | 08'    |
| 30.                  | Hautbois            | 08'    |
|                      | Tremulant           |        |

| Pedalwerk C–f1 |                 |         |
| 31.            | Prinzipal       | 16'     |
| 32.            | Subbaß          | 16'     |
| 33.            | Quinte          | 10 2⁄3' |
| 34.            | Octave          | 08'     |
| 35.            | Gedecktbaß      | 08'     |
| 36.            | Spitzflöte      | 04'     |
| 37.            | Rauschpfeife IV | 02 ⁄3'  |
| 38.            | Bombarde        | 16'     |
| 39.            | Posaune         | 08'     |

### Geläut
Das Geläut umfasst sieben Glocken, von denen vier sehr alt sind. Im Jahr 1957 goss die Glockengießerei Otto in Bremen-Hemelingen für die St.-Maria-Magdalena-Kirche drei neue Bronzeglocken. Sie sind im siebenstimmigen Geläut die Glocken Nr. 1, 4 und 5. Das Hauptgeläut bilden die Glocken 1 bis 5, die beiden kleinsten Glocken läuten nur einzeln zu bestimmten Gelegenheiten.
| Glocke | Name             | Gussjahr    | Gießer                     | Durchmesser | Gewicht | Schlagton |
| ------ | ---------------- | ----------- | -------------------------- | ----------- | ------- | --------- |
| 1      | Kriegerglocke    | 1957        | Gießerei Otto, Hemelingen  | 1563 mm     | 2300 kg | c1        |
| 2      | Magdalenenglocke | 1681        | Johann Ulrich Bad Hersfeld |             | 1300 kg | e1        |
| 3      | Marienglocke     | 1588        |                            |             | 1100 kg | g1        |
| 4      |                  | 1957        | Gießerei Otto, Hemelingen  | 929 mm      | 450 kg  | a1        |
| 5      |                  | 1957        | Gießerei Otto, Hemelingen  | 827 mm      | 320 kg  | h1        |
| 6      | Sterbeglocke     | 1630        |                            |             | 220 kg  | cis2      |
| 7      | Wandlungsglocke  | Mittelalter |                            |             | 50 kg   | ais2      |